# غرنوقي درني
غرنوقي درني (الاسم العلمي:Geranium tuberosum) هو نوع من النباتات يتبع جنس الغرنوقي من الفصيلة الغرنوقية.